# Blannay
Blannay ist eine französische Gemeinde mit 100 Einwohnern (Stand: 1. Januar 2022) im Département Yonne in der Region Bourgogne-Franche-Comté. Die Gemeinde gehört zum Arrondissement Avallon und zum Kanton Joux-la-Ville. 

## Geografie
Blannay liegt etwa 33 Kilometer südsüdöstlich von Auxerre und etwa elf Kilometer nordwestlich von Avallon an der Cure, die die natürliche Grenze zu den östlichen Nachbargemeinden bildet. Fast die Hälfte der Fläche der Gemeinde ist von Wald bedeckt.
Umgeben wird Blannay von den Nachbargemeinden Saint-Moré im Norden und  Nordwesten, Voutenay-sur-Cure im Norden, Sermizelles im Osten und Nordosten, Givry im Südosten, Montillot im Süden und Westen, Bois-d’Arcy im Westen und Nordwesten sowie Arcy-sur-Cure im Nordwesten.

## Einwohnerentwicklung

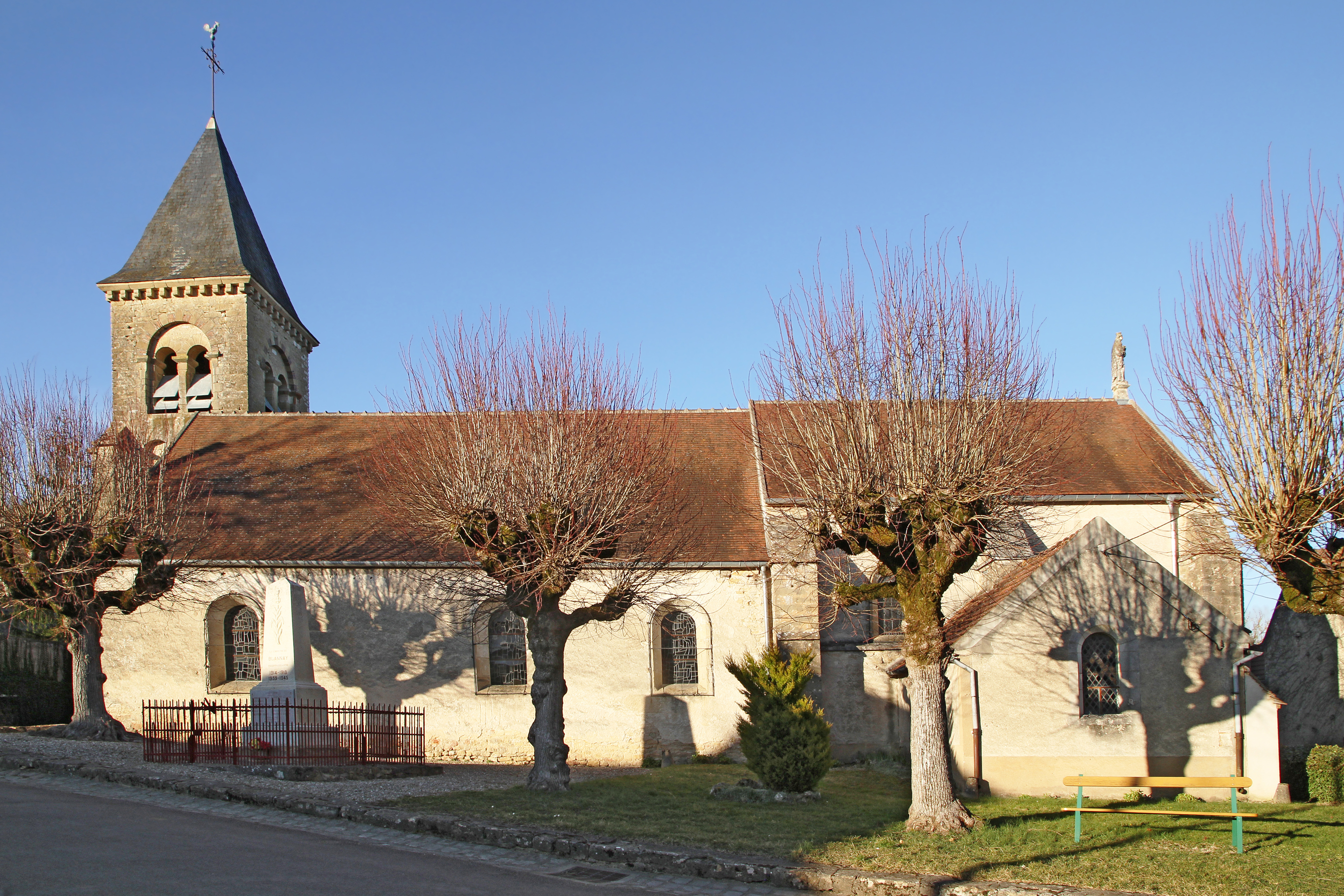
Kirche Saint-Pierre

| Jahr                       | 1962 | 1968 | 1975 | 1982 | 1990 | 1999 | 2006 | 2013 | 2020 |
| -------------------------- | ---- | ---- | ---- | ---- | ---- | ---- | ---- | ---- | ---- |
| Einwohner                  | 94   | 119  | 100  | 100  | 107  | 138  | 121  | 124  | 103  |
| Quellen: Cassini und INSEE |      |      |      |      |      |      |      |      |      |

## Sehenswürdigkeiten
- Kirche Saint-Pierre aus dem 17. Jahrhundert
- Reste der Burg Blannay
- Schloss Les Roches aus dem 17. Jahrhundert